# Unine
Unine (UNINE) là một nhóm nhạc nam Trung Quốc gồm chín thành viên được thành lập bởi chương trình truyền hình thực tế Thanh Xuân Có Bạn mùa 1 (Ban đầu được gọi là Idol Producer Mùa 2) của iQIYI vào ngày 6 tháng 4 năm 2019. Nhóm này bao gồm: Lý Vấn Hàn (李汶翰), Lý Chấn Ninh (李振宁), Diêu Minh Minh (姚明明), Quản Nhạc (管栎), Gia Nghệ (嘉羿), Hồ Xuân Dương (胡春杨), Hạ Hãn Vũ (夏瀚宇), Trần Hựu Duy (陈宥维), Hà Sưởng Hy (何昶希).

## Lịch sử

### Trước khi ra mắt
UNINE được hình thành thông qua chương trình truyền hình thực tế Thanh Xuân Có Bạn (mùa 1) được phát sóng từ ngày 21 tháng 1 đến ngày 6 tháng 4 năm 2019. Đây là loạt chương trình thứ hai của loạt chương trình Idol Producer. Trong số 100 học viên, chỉ có chín người được ra mắt thông qua bình chọn của khán giả. Cuối cùng, thông báo rằng Lý Vấn Hàn đã đứng ở vị trí thứ nhất, Lý Chấn Ninh ở vị trí thứ hai, tiếp theo là Diêu Minh Minh, Quản Nhạc, Gia Nghệ, Hồ Xuân Dương, Hạ Hãn Vũ, Trần Hựu Duy, Hà Sưởng Hy.
Trước khi tham gia Thanh Xuân Có Bạn 1, một số thành viên đã có nhiều hoạt động nghệ thuật và thành tích nhất định:
Lý Vấn Hàn là thành viên của nhóm nhạc nam Trung Quốc - Hàn Quốc UNIQ ra mắt năm 2014. Anh cũng đã đóng phim vào năm 2016.
Gia Nghệ là thành viên của nhóm nhạc nam Trung Quốc, Mr. Tyger, được cách điệu thành ngài, ra mắt vào năm 2018.
Quản Nhạc là thành viên của nhóm nhạc nam Trung Quốc có tên là Thập Nhị Tinh Tú.
Lý Chấn Ninh là thành viên của dự án trước khi ra mắt của Trung Quốc BG Project.
Diêu Minh Minh dã từng là thực tập sinh tại Pledis Entertainment vào năm 2012, nhưng đã rời đi vào năm 2014. Minh Minh gần như đã ra mắt với Seventeen. Sau khi rời Pledis, anh ngừng tập luyện cho đến khi nhận ra mình là thần tượng là tất cả những gì anh muốn. Anh là thành viên của BLK, đã tan rã trước khi anh có thể ra mắt cùng họ. Minh Minh là một thí sinh đã tham gia thi tại chương trình MIXNINE. (Hạng 10)
Trần Hựu Duy đã ra mắt diễn xuất vào năm 2018, từng tham gia bộ phim nổi tiếng Diên Hi công lược trong vai Ngũ A Ca Vĩnh Kỳ và Song thế sủng phì trong vai Lưu Thương.

### Thanh Xuân Có Bạn (mùa 1)
Ngày 21 tháng 1 năm 2019, tập đầu tiên của Thanh Xuân Có Bạn 1 được phát sóng. Chương trình kéo dài trong vòng 13 tuần. Tập cuối được phát sóng vào ngày 6 tháng 4 năm 2019. Tổng cộng 12 tập đã được phát sóng và 9 bài hát được phát hành. Ngày 6 tháng 4 năm 2019, tập cuối của Thanh Xuân Có Bạn 1: đã được phát sóng trực tiếp và đã chọn ra 9 thành viên chính thứcː
1. Lý Vấn Hàn (李汶翰)ː 8,457,091 phiếu bầu
2. Lý Chấn Ninh (李振宁)ː 5,655,150 phiếu bầu
3. Diêu Minh Minh (姚明明)ː 4,990,867 phiếu bầu
4. Quản Nhạc (管栎)ː 4,938,914 phiếu bầu
5. Gia Nghệ (嘉羿)ː 4,468,211 phiếu bầu
6. Hồ Xuân Dươngː (胡春杨)ː 4,427,507 phiếu bầu
7. Hạ Hãn Vũ (夏瀚宇)ː 3,785,916 phiếu bầu
8. Trần Hựu Duy (陈宥维)ː 3,667,581 phiếu bầu
9. Hà Sưởng Hy (何昶希)ː 3,531,188 phiếu bầu

## Các thành viên
| Xếp hạng | Tên Khai Sinh  | Tên Khai Sinh   | Tên Khai Sinh | Tên Khai Sinh | Tên Khai Sinh | Quốc tịch               | Ngày sinh            | Vị trí                                     | Công ty Quản lí              |
| Xếp hạng | Nghệ danh      | Tên             | Hán ngữ       | Tên Fandom    | Tên tiếng Anh | Quốc tịch               | Ngày sinh            | Vị trí                                     | Công ty Quản lí              |
| 1        | Vấn Hàn        | Lý Vấn Hàn      | 李汶翰        | Hộp quà       | Li Wenhan     | Hàn Châu, Chiết Giang   | 22 tháng 7 năm 1994  | Leader, Center, Main Vocalist, Lead Dancer | Yuehua Entertainment         |
| 2        | Chấn Ninh      | Lý Chấn Bình    | 李振宁        | An Diệp       | Kiwi          | Yết Tây, Quảng Đông     | 5 tháng 11 năm 1995  | Performer (Dancer, Vocalist)               | BG Project                   |
| 3        | Diêu Minh Minh | Diêu Minh Minh  | 姚明明        | Venus         |               | Dương Tuyền, Sơn Tây    | 5 tháng 1 năm 1997   | Main Dancer, Sub Vocalist                  | ONE COOL JASCO Entertainment |
| 4        | Quản Nhạc      | Quản Quốc Lâm   | 管栎          | Nhạc Đội      | Vento         | Trùng Khánh             | 16 tháng 1 năm 1994  | Performer (Lead Dancer, Vocalist)          | CAST PLANET                  |
| 5        | Gia Nghệ       | Hoàng Gia Tân   | 黄嘉新        |               | Jerry         | Thượng Nhiêu, Giang Tây | 13 tháng 7 năm 1998  | Performer (Vocalist, Dancer)               | Star Master Entertainment    |
| 6        | Xuân Dương     | Hồ Xuân Dương   | 胡春杨        | HARU          |               | Bảo Định, Hà Bắc        | 5 tháng 2 năm 1999   | Main Rapper                                | Yuehua Entertainment         |
| 7        | Hạ Hãn Vũ      | Hạ Hãn Vũ       | 夏瀚宇        |               |               | Thường Đức, Hồ Nam      | 11 tháng 6,1997      | Main Vocalist                              | Show City Times              |
| 8        | Trần Hựu Duy   | Trần Soái Hoành | 陈宥维        | Dữu Tử        |               | Lệ Thủy, Chiết Giang    | 7 tháng 7 năm 1998   | Lead Rapper, Visual                        | Ciwen Media                  |
| 9        | Hà Sưởng Hy    | Hà Vĩ           | 何伟          | Mercury       |               | Khai Phong, Hà Nam      | 24 tháng 11 năm 1997 | Main Dancer, Lead Vocalist                 | OACA Entertainment           |

## Chứng thực
Vào ngày 6 tháng 4, sau khi ra mắt, PD Trương Nghệ Hưng và người dẫn chương trình khách mời Hà Cảnh đã công bố logo của nhóm và UNINE sẽ là đại sứ của Chân.

## Danh sách đĩa nhạc

### Album phòng thu
| Tên            | Thông tin album                                                                           | Danh sách bài hát | Doanh sô      |
| U-Night Flight | - Ngày phát hành: 6 tháng 5 năm 2020 - Ngôn ngữ: Trung Quốc - Hãng đĩa: Thần Tượng Thế Kỷ | Danh sách 1. Ready Go 2. Bad bad bad 3. Future world 4. Precious 5. Over 6. Controller 7. Anh Hiểu Rồi (I Know) 8. Arrival 9. Siêu Cường (Superpower) 10. Now 11. U're Mine | - TQ: 137,421 |

### Mini album
| Tên           | Thông tin album                                                                             | Danh sách bài hát                                                                                                  | Doanh sô        |
| UNLOCK        | - Ngày phát hành: 6 tháng 5 năm 2019 - Ngôn ngữ: Trung Quốc - Hãng đĩa: Thần Tượng Thế Kỷ   | Danh sách 1. Bomba 2. Like A Gentleman 3. Ký Ức Thanh Xuân (Spring Day Memory)                                     | - TQ: 629,645+  |
| UNUSUAL       | - Ngày phát hành: 21 tháng 10 năm 2019 - Ngôn ngữ: Trung Quốc - Hãng đĩa: Thần Tượng Thế Kỷ | Danh sách 1. Thuê Xe Buýt Lên Mặt Trăng (Rent a Bus to the Moon) 2. Set It Off 3. Không Chìm Giữa Biển (Butterfly) | - TQ: 1,211,551 |
| UNFORGETTABLE | - Ngày phát hành: 31 tháng 12 năm 2020 - Ngôn ngữ: Trung Quốc - Hãng đĩa: Thần Tượng Thế Kỷ | Danh sách 1. I Made It 2. Không Nói Nên Lời 3. Ngày Tươi Sáng                                                      | - TQ: 80,862    |

## Chương trình truyền hình
| Năm  | Tên                               | Kênh    |
| 2019 | Thanh xuân có bạn                 | iQiyi   |
| 2019 | Bước nhảy Unine                   | iQiyi   |
| 2019 | Supernova National Games Season 2 | Tencent |
| 2019 | Vlog Đi Vào Hoạt Động             | iQiyi   |
| 2019 | Vlog Đi Vào Hoạt Động 2           | iQiyi   |
| 2019 | Supernova National Games Season 3 | Tencent |